# M24 (снайперська гвинтівка)
Снайперська гвинтівка M24 (англ. M24 sniper weapon system) — американська снайперська гвинтівка, розроблена на базі Remington 700.

## Історія
До середини 1980-х років, армія США перейнялася питанням заміни самозарядної снайперської гвинтівки М21, що перебувала на озброєнні з 1969 року з часів війни у В'єтнамі. Можливі бойові дії в умовах пустелі вимагали наявності нової точної та невибагливої у догляді далекобійної стрілецької зброї, з якої можна було впевнено вражати цілі на дистанції до 800—1000 метрів.
З подачі Корпусу морської піхоти США до нової гвинтівки крім усього іншого були озвучені три основні вимоги: дія на основі поздовжньо-ковзного поворотного затвора, ствол з нержавіючої сталі і ложе з полімерних матеріалів.
У результаті проведення відкритого конкурсу, у фінал вийшли дві моделі: Steyr SSG від американської компанії Steyr — Mannlicher і Remington Model 700 BDL від Remington Arms. Перемогла остання, на основі якої в 1987 році і була створена M24 SWS .

## Варіанти і модифікації
- XM24A1
- M24A2
- M24A3
- M24E1
- M3409K
- M24WOLF

## Оператори
- Аргентина,
- Хорватія,
- Грузія,
- Сальвадор,
- Угорщина,
- Ірак,
- Ізраїль,
- Японія,
- Ліван,
- Мексика,
- Тайвань,
- Велика Британія,
- США.
- Україна[1]